# Escut d'Òdena
L'escut oficial d'Òdena té el següent blasonament:
Escut caironat: d'atzur, sembrat de creuetes d'argent; ressaltant sobre el tot, una banda d'or. Per timbre, una corona de baró.

## Història
Va ser aprovat el 12 de juliol de 1988 i publicat al DOGC l'1 d'agost del mateix any amb el número 1025.
El castell de la localitat, del segle x, era propietat dels Òdena, que el 1287 el van vendre als vescomtes de Cardona, els quals més tard van esdevenir barons de Conca d'Òdena. L'escut del municipi porta les armories dels Òdena i la corona de baró.